# Lou Tellegen
Lou Tellegen (Sint-Oedenrode, 26 november 1883 – Hollywood, 29 oktober 1934) was een Nederlands-Amerikaans acteur en regisseur. Hij werd geboren als Nederlander, maar nam in 1918 de Amerikaanse nationaliteit aan. Zijn successen op het witte doek vierde hij in het tijdperk van de stomme film. Door zijn unieke, donkere en knappe uiterlijk viel hij bij veel vrouwen in de smaak en hij maakte daarvan ten volle gebruik. Tellegen zocht zijn hele leven naar erkenning en was belust op roem en avontuur, wat hem voortdurend in zijn carrière en liefdesleven tegenwerkte en hem een tragisch leven deed leiden, met hoogtepunten en diepe dalen, uiteindelijk gevolgd door een eveneens tragische en dramatische, door hem zelf geënsceneerde dood.

## Levensloop

### Jeugd en start loopbaan
Tellegen, telg uit het geslacht Tellegen, werd geboren als Isidor Louis Bernard Edmon van Dommelen. Hij was een buitenechtelijk kind van de gehuwde Isidor Louis Bernard Edmon Tellegen (1836-1902), gepensioneerd officier van het West-Indische Leger, en  zijn partner Anna Maria van Dommelen (1844-1917, weduwe van Eduard Hendrik Jan Storm van 's-Gravezande). Zij woonden in 1883 ongehuwd samen in het gehucht Boskant, gemeente Sint-Oedenrode. Met zijn ouders woonde hij als kind in Sint-Oedenrode (1883-1884), Nijmegen (1884), Rotterdam (1884-1887), Gorssel (1887-1888) en 's-Gravenhage. Tellegen zou een spartaanse opvoeding hebben gekregen in Amsterdam bij een collega-officier van zijn vader. Aan het einde van de negentiende eeuw vertrok hij met de minnares van zijn vader naar Sint-Petersburg. Toen zij de relatie met hem verbrak, verbleef hij daarna voornamelijk in Polen en Duitsland, waar hij uiteenlopende banen als timmerman, huisschilder, bokser en circusacrobaat had.
Toen Tellegen rond 1900 terugkeerde naar Nederland, sloot hij zich aan bij het Rotterdamsch Tooneelgezelschap. Twee jaar later vertrok hij opnieuw naar het buitenland en was hij als kunstenaarsmodel werkzaam in Brussel en Parijs. In zijn memoires beweerde Tellegen dat hij in deze tijd het exclusieve model van de Franse beeldhouwer Auguste Rodin was. Hij trouwde in 1903 met de Belgische kunststudente Jeanne de Brouckère, die hem ertoe aanzette om een toneelopleiding aan de Conservatoire National de Musique et de Déclamation in Parijs te volgen. In 1905 scheidde Tellegen van De Brouckère. In de jaren daaropvolgend was hij verbonden aan verschillende Franse toneelgezelschappen. Recent onderzoek heeft aangetoond dat een groot deel van de reisavonturen die Tellegen in zijn memoires beschrijft, waaronder ook een trektocht van elf maanden door de jungle van Zuid-Amerika, niet heeft plaatsgevonden.

### Succesperiode
Rond 1910 ontmoette Tellegen Sarah Bernhardt. In het ensemble van de Franse actrice werd Tellegen haar vaste tegenspeler. Tevens was hij de minnaar van de 37 jaar oudere Bernhardt. Met haar ensemble ging Tellegen op tournee door de Verenigde Staten. Ook acteerde hij in een aantal van haar films. Les Amours de la reine Élisabeth uit 1912 werd een Europees kassucces en vervolgens onder de titel Queen Elizabeth in de VS uitgebracht. Bij een volgende Amerikaanse tournee in 1913 besloot Tellegen uit het ensemble van Bernhardt te stappen. Hij maakte vervolgens naam op Broadway. In 1915 werd hij door Samuel Goldwyn gecontracteerd om voor diens Jesse L. Lasky Feature Play Company zes films te maken. Tellegen werd onder filmcritici beschouwd als een beperkt acteur, die echter door een imponerend voorkomen onder met name het vrouwelijk theater- en filmpubliek uitgroeide tot een idool.
Tellegen trouwde in 1916 met de Amerikaanse operazangeres en actrice Geraldine Farrar. Het society-huwelijk kreeg veel aandacht in de Amerikaanse populaire media. Met Farrar speelde Tellegen in verschillende films. In 1917 en 1918 regisseerde hij de films The long trail, What money can't buy en The things we love, maar dit werd geen succes. Hij speelde vervolgens opnieuw tegenover zijn echtgenote in een aantal films, maar kon moeilijk verkroppen dat zij werd gezien als meer getalenteerd en meer aandacht kreeg dan hij. In 1921 verliet Farrar Tellegen, waarna een moeizame echtscheidingsprocedure volgde. Tellegen had inmiddels als scriptschrijver twee succesvolle toneelstukken medegeschreven. Met Blind youth (geschreven in 1917 met William Mack) toerde hij vanaf 1923 door de Verenigde Staten. Met zijn tegenspeelster Nina Romano trad hij in 1924 in het huwelijk.

### Nadagen
Voor de American Vitagraph Company en Fox Film Corporation was Tellegen tussen 1924 en 1928 te zien in een veertiental films. De rol van romantische held had hij ingewisseld voor die van een schurk. Hij speelde onder andere in de western 3 Bad Men van John Ford. Een nieuwe poging om als regisseur te slagen, mislukte. Het in 1928 gemaakte No other woman werd door Fox niet uitgebracht. Tellegen keerde Hollywood de rug toe en richtte zich op het toneel op Broadway. Met vaudevillegezelschappen toerde hij aan het einde van de jaren twintig door de Verenigde Staten. In de jaren daarna kampte Tellegen met financiële en gezondheidsproblemen. Op 1e Kerstdag 1929 liep hij ernstige brandwonden aan zijn gezicht op, doordat hij rokende in slaap viel, terwijl hij zich voorbereidde voor een toneelstuk. In het ziekenhuis onderging hij een huidtransplantatie. Zijn uiterlijk was hierdoor ernstig aangedaan. Om in aanmerking te komen voor zijn eerste rol in de sprekende film Enemies of the law onderging hij hiervoor plastische chirurgie. Hij werd echter voor de rol afgewezen vanwege zijn zware Nederlandse accent. In hetzelfde jaar publiceerde hij onder de titel Women have been kind zijn memoires. Tellegen schetste in het boek een geromantiseerd beeld van zichzelf als rusteloze avonturier en romantische minnaar.
De laatste jaren van zijn leven woonde Tellegen bij een rijke weduwe in Hollywood. In 1934 onderging hij verschillende operaties wegens kanker. In het huis van de weduwe werd Tellegen op 29 oktober 1934 zwaargewond op de vloer van de badkamer gevonden. Hij was omringd door krantenknipsels met lovende recensies en had verschillende wonden aan de linkerkant van zijn borst, die hij zichzelf met een gouden schaar had toegebracht. Hij overleed later die dag in een ziekenhuis.

## Privéleven
Tellegen had twee kinderen; een dochter geboren uit het huwelijk met Jeanne De Brouckère en een zoon uit het huwelijk met Nina Romano. Hij trad vier keer in het huwelijk. Behalve met De Brouckère (1903-1905), Farrar (1916-1923) en Romano (1924-1928) was hij getrouwd met revuedanseres Eve Casanova (1930-1932).